# Christian Prinz (Jurist)

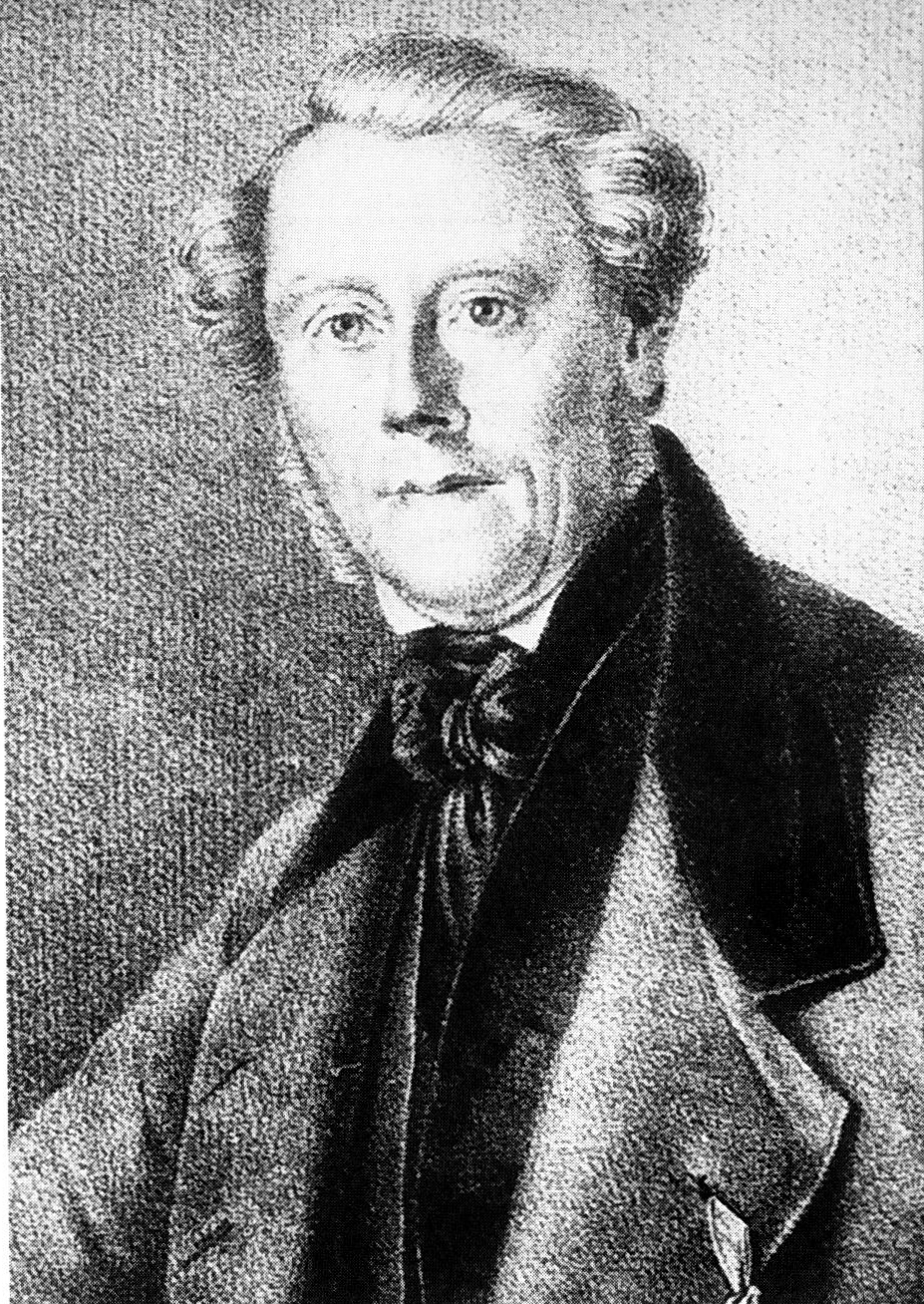
Christian Prinz

Johann Christian Prinz (* 29. November 1801 in Darmstadt; † 24. Mai 1849 in Ober-Laudenbach) war Chef der Verwaltung der Provinz Oberhessen des Großherzogtums Hessen und Abgeordneter in dessen Ständeversammlung.

## Familie
Christian Prinz war der Sohn des Sattlermeisters Bernhard Prinz (1773–1837) und dessen Frau, Anna Dorothea, geborene Geyer (1773–1832). Die Familie war evangelisch.
Christian Prinz heiratete 1828 in Pfungstadt Emilie Elisabeth Karoline Lichtenberg (1801–1892), Tochter des Darmstädter Pfarrers und Kirchenrats Friedrich Ludwig Lichtenberg. Sie hatten eine Tochter, Amalie Wilhelmine Antonie (1835–1887), die 1860 Ludwig Knorr (1827–1905) heiratete, der später Präsident des Oberlandesgerichts Darmstadt wurde.
Christian Prinz war mit Justus Liebig befreundet.

## Karriere
Christian Prinz studierte Rechtswissenschaft und wurde Hofgerichtssekretariatsakzessist am Hofgericht Darmstadt. 1827 erhielt er eine Stelle als Sekretär in der Verwaltung der Provinz Starkenburg, wo er mit der Aufsicht über nachgeordnete Dienststellen betraut war („Visitations-Kommission“) und nach der Gebietsreform von 1832, die Kreise schuf, wurde er Sekretär des Kreises Darmstadt. 1834 wechselte er ins Ministerium des Inneren und der Justiz, in dem er mit dem Titel eines Geheimen Sekretärs arbeitete.
1840 bis 1842 vertrat er den Wahlbezirk Starkenburg 5/Pfungstadt in der Zweiten Kammer der Landstände des Großherzogtums Hessen. Er rückte während des 8. Landtags für Heinrich Pabst nach und war Abgeordneter auch im folgenden, 9. Landtag.
1841 wurde er zum Regierungsrat befördert und amtierte dann 1842 bis 1848 als Kreisrat des Kreises Gießen. Dieses Amt wurde 1846 (wieder) mit der Stelle des Provinzialkommissars der Provinz Oberhessen verbunden. In beiden Fällen löste er Carl Knorr in diesen Ämtern ab.
In der Revolution von 1848 im Großherzogtum Hessen wurden die Kreise und Provinzen abgeschafft und bis 1852 durch Regierungsbezirke ersetzt. Christian Prinz wurde Dirigent der Regierungs-Kommission des Regierungsbezirks Heppenheim.

## Tod

Darstellung der Ereignisse in einer Karte von 1851, darin eingezeichnet der nachfolgend wiedergegebene Ausschnitt

Ausschnitt aus der Karte zum Gefecht von Ober-Laudenbach. Angegeben sind die Stellen, an denen Christian Prinz zuerst angegriffen (1) und dann niedergeschossen (2) wurde.

Am 24. Mai 1849 wollte Christian Prinz unter militärischem Schutz eine Versammlung von Revolutionären in Ober-Laudenbach auflösen. Für die Führungen beider Parteien war die Lage unsicher und der Ausgang eines gewaltsamen Konflikts nicht absehbar. Die Darstellung dazu, wie es zum Tod von Christian Prinz kam, weichen in den Einzelheiten voneinander ab, je nach den unterschiedlichen Quellen: der Darstellung von Seite der Aufständischen, der Staatsanwaltschaft oder der zeitgenössischen Presse.

### Darstellung nach Zimmermann
Die Aufständischen versuchten vergeblich, das Militär zum Überlaufen zu überreden, und besorgten aus dem Wirtshaus des Dorfes Wein für alle. Christian Prinz versuchte – ebenfalls vergeblich – die Führer der Versammlung zum Aufgeben zu überreden. So einigten sich beide Seiten darauf, sich zurückzuziehen, die Aufständischen Richtung Baden, die Soldaten Richtung Heppenheim. In dieser Situation kam es zu den Schüssen auf Christian Prinz, was das Militär veranlasste, gewaltsam gegen die Aufständischen vorzugehen.

### Darstellung der Staatsanwaltschaft
Das Militär positionierte sich auf einer Anhöhe beim Dorf. Christian Prinz versuchte im Dorf selbst, zu Fuß, unbewaffnet und nur begleitet von einem Polizisten, einzelne Gruppen von Aufständischen anzusprechen und zum Aufgeben zu überreden. Dabei unterschätzte er offenbar deren aufgestaute Wut. Als er sich auf dem Weg zum Bürgermeister des Ortes befand und sich dabei außer Sichtweite des Militärs begab, wurde er zunächst von Aufständischen zusammengeschlagen, dann wurde auf ihn geschossen. Der Polizist, der sich mit einem Säbel verteidigte, wurde schwer verletzt. Prinz gelang es, sich noch einmal aufzurichten, es trafen ihn aber weitere drei Schüsse und er brach zusammen. Die Obduktion stellte fest, dass mindestens zwei Kugeln den Oberkörper durchschlagen hatten und 50 Schrotkugeln eingedrungen waren. Die Leiche wies darüber hinaus 70 weitere Verletzungen auf. Prinz verblutete.

### Darstellung der Presse
Über die Ereignisse in Ober-Laudenbach berichtete die Zeitung „Der Odenwälder“ vom 31. Mai 1849:

„Regierungsrath Prinz begab sich in Begleitung einiger Soldaten in den Ort und redete den Anwesenden zu, von dem Vorhaben einer bewaffneten Volksversammlung, als den deutschen Grundrechten entgegen, abzustehen […] auf dem Rückwege begegnete er einem Trupp Bewaffneter von etwa 40 Mann. Auch diesen redete er zu, sich nicht an der Versammlung zu beteiligen. Hohngelächter war die Antwort. Als Prinz fortritt, eilten ihm diese Freischärler nach, umringten ihn und schlugen mit Prügeln und Heugabeln nach ihm; zwei Schüsse streckten ihn zu Boden, wo er vollends todt geschlagen und gestochen wurde […]“

### Täter
Der oder die Täter wurden nie eindeutig ermittelt. Wilhelm Zimmermann wird mit einer Aussage unmittelbar nach der Tat zitiert: „Die Odenwälder Leute streiten darüber, wer ihn erschossen hat, jeder will es gewesen sein!!“ Die Staatsanwaltschaft konnte keinen des Mordes oder des Totschlags anklagen. Alle Anklagen lauteten deshalb auf Körperverletzung und Beihilfe zum Totschlag an Christian Prinz. Sie richteten sich gegen:
- Georg Adam Schaab aus Reisen, „ohne besonderes Gewerbe“, 20[22] oder 22[23] Jahre alt, war unbewaffnet nach Ober-Laudenbach gekommen. Er hatte eine verbale Auseinandersetzung mit Christian Prinz, weil Brüder von ihm und sein Vater, Nicolaus Schaab, wegen des Eisenbahnattentats von Weinheim in Untersuchungshaft saßen. Er hatte sich anschließend eine Waffe besorgt, wohl das Gewehr seines Onkels, Georg Schaab.[24] Georg Adam Schaab war Wortführer der Gruppe, die Christian Prinz angriff, schlug mit der Waffe erst nach ihm und schoss dann auf ihn.[25] Georg Adam Schaab gelang es im Anschluss an das Gefecht von Ober-Laudenbach nach Frankreich[26] und später in die USA zu fliehen.[27] Die Ermittlungen gegen Georg Schaab mussten zunächst eingestellt werden, da er in Folge der Ereignisse „geisteskrank“ wurde.[28] Am 21. Dezember 1852 konnte er schließlich vom Großherzoglichen Assisenhofe der Provinz Starkenburg „wegen der Vorbereitung zum Hochverrath der bewaffneten Theilnahme am Aufruhr und des Todtschlags des Gr. Provinzial-Commissärs Prinz zu lebenslänglicher Zuchthausstrafe“ verurteilt werden.[29]
- Peter König aus Siedelsbrunn, Dienstknecht, 29 Jahre alt, schoss – nach Ansicht der Staatsanwaltschaft – auf Christian Prinz. Er selbst stritt das ab.[30] Nach siebenwöchigem Prozess wurde er am 30. August 1851 vom Vorwurf, Prinz getötet zu haben, freigesprochen, „da die Geschwornen den Beweis vermißten“. Er wurde jedoch wegen Aufruhrs zu zwei Jahren Zuchthaus verurteilt.[31] Von dieser Strafe wurde sechs Monate erlassen, da sie durch die Untersuchungshaft bereits verbüßt waren.[32]
- Peter Binder aus Rimbach, Ziegler, 48 Jahre alt[33], griff mit einer Mistgabel Christian Prinz und den ihn begleitenden Polizisten an.[34] Er wurde ebenfalls am 30. August 1851 verurteilt, und zwar zu sechs Jahren Zuchthaus wegen Bedrohung des Beamten Christian Prinz, wegen Aufruhrs sowie Eindringens in fremde Wohnungen.[31] Von dieser Strafe wurde ihm ein Monat erlassen.[32]
- Aloys Ruppling aus Fürth, Küfer, 45 Jahre alt, vorbestraft wegen Körperverletzung und Diebstahls, schlug mit einem Prügel auf Prinz ein, auch als dieser schon am Boden lag.[35] Seine Verurteilung zu 14 Jahren Zuchthaus erfolgte am 30. August 1851 „wegen Aufruhrs und Beihülfe am Verbrechen der Tödtung des Provinzialcommissärs Prinz durch Mißhandlung desselben mit einem Prügel, wodurch er das Signal zur Katastrophe gab“.[31] Bei ihm kamen davon drei Monate in Abzug.[32]
- Michael Setzer[Anm. 3] aus Steinbach, Maurer, 36 Jahre alt, Analphabet, schlug mit einem mit Nägeln beschlagenen Stock auf Prinz ein.[36] „Michael Setzer, genannt Blatt“ wurde am 30. August 1851 „wegen bewaffneter Theilnahme an einem Aufruhr“ zu vier Jahren Zuchthaus verurteilt, wovon ihm ein Monat erlassen wurde.[32]

Am 30. August 1851 wurden außerdem im Zusammenhang mit der Tötung von Christian Prinz folgende Personen verurteilt:
- Franz Zeiß aus Fürth „wegen Aufruhrs und Landesverraths“ (acht Jahre Zuchthaus, drei Monate erlassen).
- Peter Priester aus Waldmichelbach „wegen Landesverraths, widerrechtlichen Eindringens in fremde Wohnungen und Drohungen“ (sechs Jahre Zuchthaus, sechs Monate erlassen).
- Peter Koller aus Michelstadt „wegen Landesverraths“ (fünfeinhalb Jahre Zuchthaus, drei Monate erlassen).
- Heinrich Seip aus Beerfelden „wegen Anstiftung zum Aufruhr, wobei Gewalt an Personen verübt wurde“ (zehn Jahre Zuchthaus, sechs Monate erlassen).
- Jakob Dick aus Lauerbach „wegen Aufruhrs“ (zwei Jahre Zuchthaus, ein Monat erlassen).
- Friedrich Glenz aus Erbach „wegen Aufruhrs“ (drei Jahre Zuchthaus, ein Monat erlassen).
- Conrad Querdan (Guerdan) geboren in Hammelbach, wohnhaft in Fürth „wegen Aufruhrs“ (vier Jahre Korrektionsanstalt, sechs Monate erlassen).
- Louis Karl Dauber aus Waldmichelbach „wegen Aufruhrs“ (anderthalb Jahre Korrektionsanstalt, ein Monat erlassen).
- Christian Hering aus Waldmichelbach „wegen Aufruhrs“ (anderthalb Jahre Korrektionsanstalt, ein Monat erlassen).
- Wilhelm Heinrich Platt aus Beerfelden „wegen Aufruhrs“ (ein Jahr Korrektionsanstalt, ein Monat erlassen).
- Peter Reubold von Beerfelden „wegen Eindringens in fremde Wohnungen, Drohung und Erpressung“ (ein Jahr Korrektionsanstalt, ein Monat erlassen).

## Wissenswertes
Ein Kondolenzschreiben von Justus von Liebig an Emilie Prinz zum Tod ihres Mannes ist erhalten.
Christian Prinz wurde auf dem Alten Friedhof in Darmstadt beigesetzt. Das Grabmal ist erhalten.

## Ehrungen
- 1846 Ritterkreuz des Verdienstordens Philipps des Großmütigen[39]
- 1851 Gedenkstein in Ober-Laudenbach:[40] Das Denkmal wurde anlässlich seines zweiten Todestages eingeweiht, was überregional Beachtung fand. Anwesend war u. a. der Präsident des Ministeriums, Freiherr Reinhard Carl Friedrich von Dalwigk.[41][42][43] Insgesamt hatten sich etwa 6.000 Menschen zur Feier eingefunden, „welche von der freundlichsten Witterung begünstigt wurde“.[44] Die Inschrift lautet:

Dem Andenken

des hier am 24 Mai 1849

als Opfer seiner Berufstreue

gefallenen

Christian Prinz

Gr Hess Provinzial Com̅issär

gewidmet

von seinen Freunden und

Verehrern aus dem Re-

gierungsbezirk Heppenheim

Im Leben treu u ward ihm der

Lohn

Auch sterbend noch dem

Vaterland zu nutzen

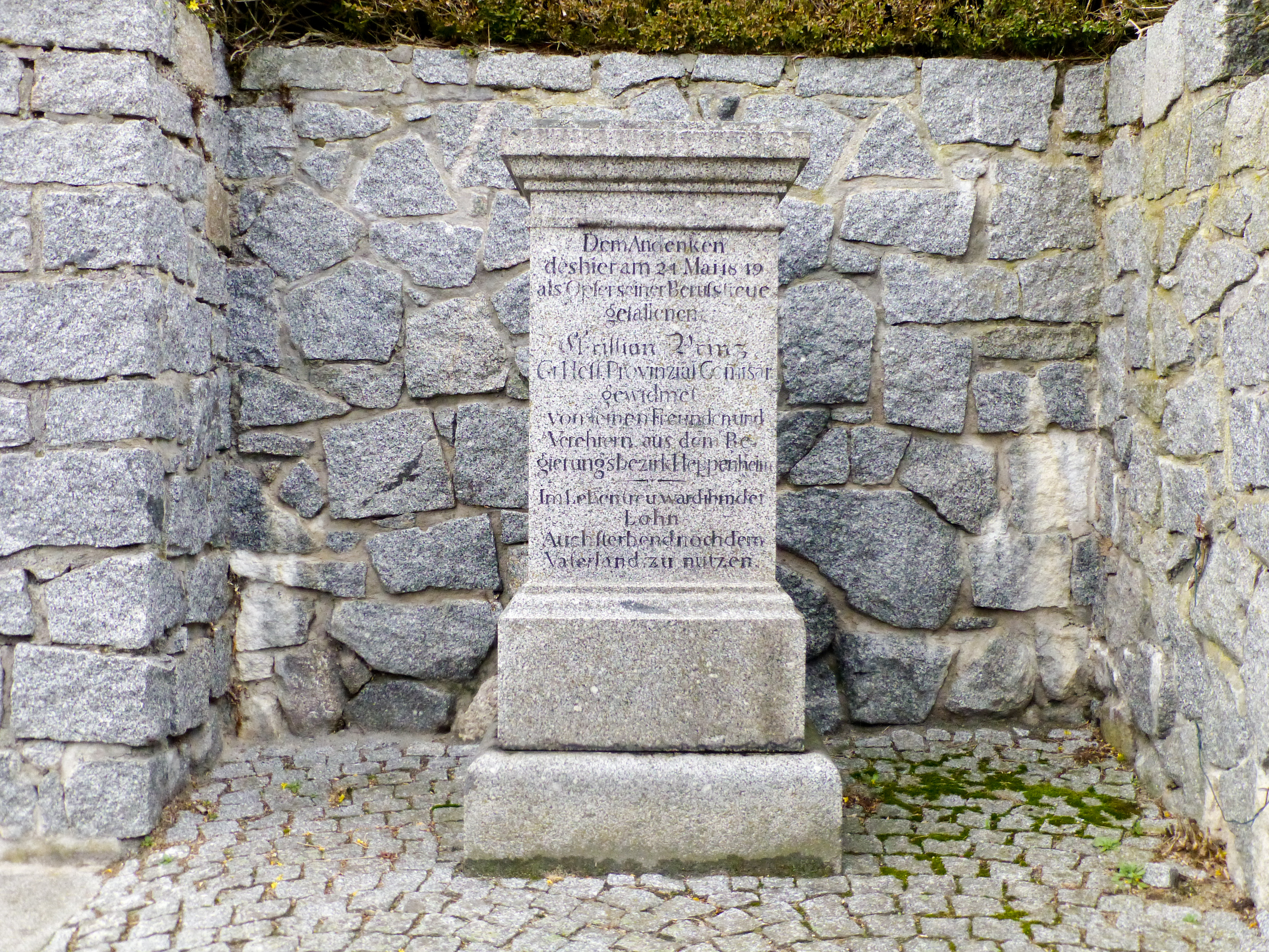
Gedenkstein für Christian Prinz in Ober-Laudenbach